# Brand (obszar wolny administracyjnie)
Brand – dawny obszar wolny administracyjnie (gemeindefreies Gebiet) w Niemczech w kraju związkowym Bawaria, w rejencji Szwabia, w regionie Augsburg, w powiecie Donau-Ries. Obszar był niezamieszkany.
1 lipca 2014 obszar rozwiązano. 0,66 km² z jego terenu przyłączono do gminy Holzheim, a 1,55 km² do gminy Münster.